# Ian Fraser, Baron Fraser of Tullybelton
Walter Ian Reid Fraser, Baron Fraser of Tullybelton (* 3. Februar 1911 in Glasgow; † 17. Februar 1989) war ein britischer Richter.

## Leben und Karriere
Ian Fraser wurde am 3. Februar 1911 als einziges Kind von Alexander Reid Fraser und dessen Frau Margaret Russell MacFarlane geboren. Er besuchte die Repton School und studierte später am Balliol College in Oxford Philosophie, Politik und Wirtschaft, dass er 1932 als einer der Jahrgangsbesten (First-class honours) verließ. Er beendete sein Studium an der University of Glasgow mit dem Bachelor of Laws im Jahre 1935. Im folgenden Jahr wurde er zur schottischen Faculty of Advocates zugelassen, wo er sich bald einen Ruf als exzellenter Jurist erwarb. Neben der praktischen übte er zugleich eine Lehrtätigkeit an der University of Glasgow und ab 1948 an der University of Edinburgh aus. Sein 1936 erschienenes (2. Ausgabe 1948) Werk Outline of Constitutional Law galt bald als Standardwerk zum britischen Verfassungsrecht.
Während des Krieges diente er zunächst als Unteroffizier in einer Luftabwehrbatterie der Territorial Army. Später wechselte er zur Royal Artillery, stieg in den Rang eines Majors auf und diente auf dem Kriegsschauplatz in Burma. 1945 wurde er zum Advocate Depute berufen und stieg schließlich zum Home Depute des Crown Office auf. 1953 wurde er in den Queen’s Counsel berufen. 1954 gehörte er dem schottischen Law Reform Committee an und von 1960 bis 1962 der Royal Commission on the Police. Von 1959 bis 1964 diente er als Dekan der Faculty of Advocates, von 1964 bis 1974 wurde er Senator des College of Justice und trug zugleich den Justiztitel Lord Fraser. Im Jahre 1974 wurde er in den Privy Council berufen, zum Life Peer mit dem Titel Baron Fraser of Tullybelton, of Bankfoot in the County of Perth ernannt und übernahm das Amt des Lord of Appeal in Ordinary. Ian Fraser war ein überaus aktives Mitglied des House of Lords und beschäftigte sich vorwiegend mit Fragen der Weiterentwicklung der Justizverwaltung. Noch in seinem Ruhestand gehörte er als Vorsitzender der Universitätskommission zur Reform des Hochschulwesens an. Er starb am 17. Februar 1989 bei einem Autounfall auf der M90 zwischen Perth und Edinburgh während eines Schneesturms.

## Auszeichnungen
Fraser war Mitglied der Royal Company of Archers. 1975 wurde er zum Ehrenvorsitzenden des Verwaltungsgremiums von Gray’s Inn ernannt, 1981 zum Honorary Fellow des Balliol College. Die Ehrendoktorwürde (Legum Doctor) erhielt er an der University of Glasgow 1970 und an der University of Edinburgh 1978.

## Familie
Am 8. November 1943 heiratete Ian Fraser Mary Ursula Cynthia Gwendolen Macdonnell, Tochter von Colonel Ian Harrison Macdonnell, mit der er einen Sohn mit Namen Andrew hatte.